# Talenwonders! In Italië
Talenwonders! In Italië was een televisieprogramma van de Teleac/NOT dat tussen november 2007 en januari 2008 werd uitgezonden op Nederland 2. Het programma werd gepresenteerd door Harm Edens.

## Format
In dit televisieprogramma volgden drie bekende Nederlanders een cursus Italiaans door middel van het uitvoeren van verschillende opdrachten in Italië. Hierbij reisden ze van het noorden naar het zuiden van het land. De drie deelnemers aan het programma waren Cees Geel, Nienke Römer en Wouke van Scherrenburg.

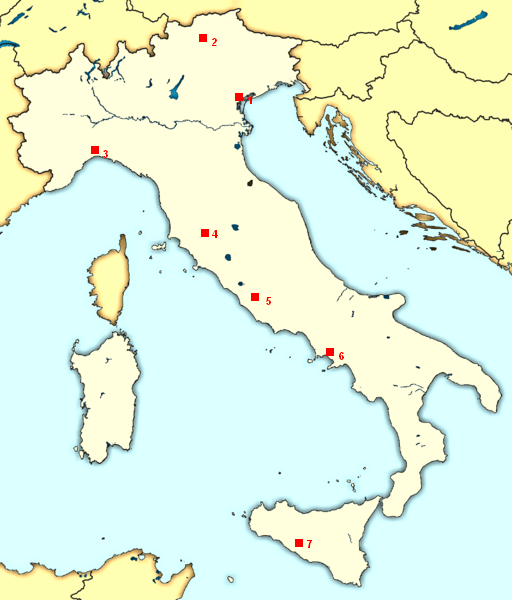
De zeven bezochte plaatsen tijdens het programma.

Bij elke opdracht golden een aantal regels. Zo mocht er geen gebruik van toeristen worden gemaakt en mocht er alleen Italiaans gesproken worden.

## Afleveringen
Tijdens het televisieprogramma zijn zeven plaatsen of provincies bezocht.
- 1 - Venetië, 21 november 2007
- 2 - Trentino, 28 november 2007
- 3 - Genua, 5 december 2007
- 4 - Siena, 12 december 2007
- 5 - Rome, 19 december 2007
- 6 - Napels, 2 januari 2008
- 7 - Sicilië, 9 januari 2008